# Vallée de la Moselle (secteur Chatel-Tonnoy)
Vallée de la Moselle (secteur Chatel-Tonnoy) este o arie protejată (sit de importanță comunitară — SCI) din Franța întinsă pe o suprafață de 2.335 ha, integral pe uscat.

## Localizare
Centrul sitului Vallée de la Moselle (secteur Chatel-Tonnoy) este situat la coordonatele 48°26′55″N 6°17′57″E / 48.44861°N 6.29917°E.

## Înființare
Situl Vallée de la Moselle (secteur Chatel-Tonnoy) a fost declarat arie specială de conservare în baza directivei 92/43 din 1992 referitoare la conservarea habitatelor naturale și a faunei și florei sălbatice pentru a proteja 14 specii de animale.

## Biodiversitate
Situată în ecoregiunea continentală, aria protejată conține 10 habitate naturale: Cursuri de apă de la nivel de câmpie la nivel montan, cu vegetație Ranunculion fluitantis și Callitricho-Batrachion, Râuri cu maluri nămoloase cu vegetație de Chenopodion rubri p.p. și Bidention p.p., Fânețe de joasă altitudine (Alopecurus pratensis, Sanguisorba officinalis), Vegetație psamofilă uscată cu pășuni deschise de Corynephorus și Agrostis, Păduri aluvionare cu Alnus glutinosa și Fraxinus excelsior (Alno-Padion, Alnion incanae, Salicion albae), Pajiști calcaroase din nisipuri xerice, Pajiști cu Molinia pe soluri calcaroase, turboase sau argilos-nămoloase (Molinion caeruleae), Lacuri eutrofice naturale cu vegetație de tip Magnopotamion sau Hydrocharition, Pajiști uscate seminaturale și facies de acoperire cu tufișuri pe substraturi calcaroase (Festuco-Brometalia) (* situri importante pentru orhidee), Liziere de ierburi înalte hidrofile de câmpie și de nivel montan până la alpin.
La baza desemnării sitului se află mai multe specii protejate:
- amfibieni (2): izvoraș-cu-burta-galbenă (Bombina variegata), triton cu creastă (Triturus cristatus)
- mamifere (3): castor (Castor fiber), liliac cărămiziu (Myotis emarginatus), liliacul mic cu potcoavă (Rhinolophus hipposideros)
- nevertebrate (4): Coenagrion mercuriale, fluturele auriu (Euphydryas aurinia), fluturele purpuriu (Lycaena dispar), Oxygastra curtisii
- pești (5): zvârluga (Cobitis taenia), zglăvoacă (Cottus gobio), Cottus rhenanus, cicar (Lampetra planeri), boarță (Rhodeus amarus)

Pe lângă speciile protejate, pe teritoriul sitului au mai fost identificate 11 specii de plante, 10 specii de păsări, 1 specie de amfibieni, 7 specii de mamifere, 1 specie de nevertebrate, 3 specii de reptile.